# St. Valentin (Allmannshausen)

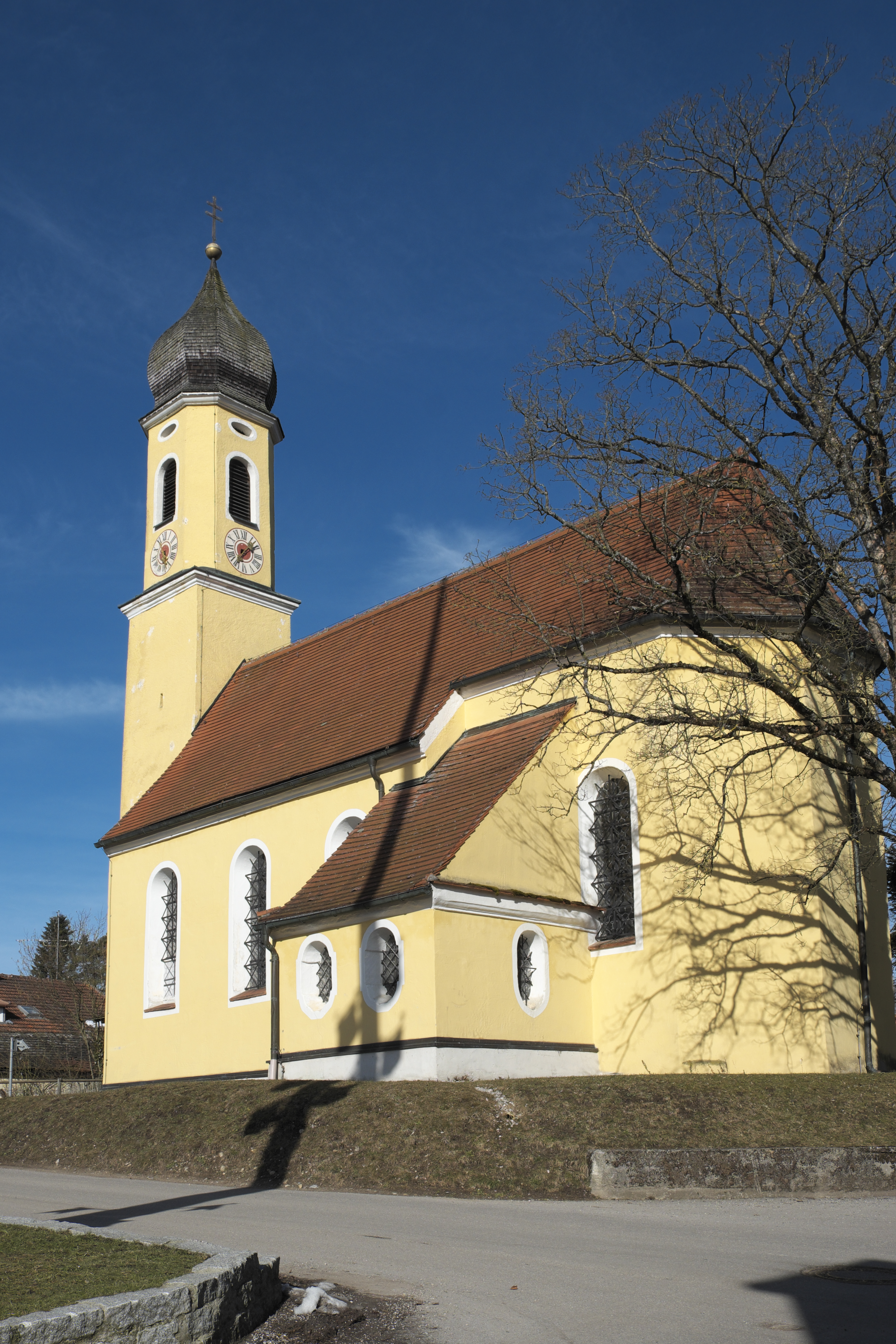
Kirche St. Valentin in Allmannshausen

Die katholische Filialkirche St. Valentin in Allmannshausen, einem Gemeindeteil von Berg im oberbayerischen Landkreis Starnberg, wurde 1651 errichtet. Die ehemalige Wallfahrtskirche (bis ins 19. Jahrhundert) am Zieglerweg 4 ist ein geschütztes Baudenkmal.

## Geschichte
Im Jahr 1524 wurde St. Valentin zum ersten Mal erwähnt. Nach wechselnden Besitzern kam die Hofmark Allmannshausen 1611 in den Besitz der Freiherren von Hörwarth, die sie bis 1800 in Familienbesitz hatten. Hans Georg Hörwarth zu Hohenburg ließ 1651 den barocken Neubau der Kirche St. Valentin errichten, wobei das Turmuntergeschoss aus dem 15. Jahrhundert erhalten blieb.

## Beschreibung
Der Saalbau mit Korbbogengewölbe ist mit Perlstabstuckleisten und Akanthusrosetten geschmückt. In der Mittelnische des barocken Hochaltars stehen die spätgotischen Holzstatuen des Kirchenpatrons Valentin und der heiligen Ottilie. Die Kanzel stammt vom Ende des 17. Jahrhunderts. Die Kirche birgt Votivtafeln aus dem 17. bis zum 19. Jahrhundert und war früher das Ziel von Wallfahrten der Flößer von Wolfratshausen.